# Jacobus Albertus Uilkens
Jacobus Albertus Uilkens (Wierum, 1 mei 1772 - Warfhuizen in de toenmalige gemeente Leens, 30 mei 1825) was een Nederlands predikant, schoolopziener en eerste hoogleraar landhuishoudkunde en technologie aan de Rijkshogeschool Groningen. Hij wordt beschouwd als innovator van landbouwtechnieken.

## Levensloop
Uilkens, zoon van de landbouwers Christophorus Uilkens en Wildina Stenhuis, werd in 1772 geboren in Wierum in de buurt van Groningen. Op vijfjarige leeftijd verloor hij zijn vader en op elfjarige leeftijd zijn moeder, die zich inmiddels in Groningen had gevestigd en in 1783 was hertrouwd. Na de Latijnse school, ging hij in 1789 theologie studeren aan de Rijksuniversiteit Groningen met als bijvak natuurkundige wetenschappen. Hier had hij les van onder anderen Jacob Baart de la Faille, Petrus Driessen en Wynoldus Munniks. Hij promoveerde in 1795 op het proefschrift "De atmosphaera, eiusque quam exserit in vegetabilia actione" ("De dampkring en de invloed daarvan op het plantenrijk").
In 1796 werd hij predikant in Lellens en in 1799 in Eenrum. In die tijd begon hij met zijn eigen natuurwetenschappelijke onderzoekingen, wat al snel tot verschillende publicaties leidde. Uilkens werd tevens schoolopziener, belast met het toezicht op het lager schoolonderwijs. Hij schreef ook zelf enige schoolboeken. Nadat aan de Universiteit van Groningen een leerstoel in de landhuishoudkunde was ingesteld, werd Uilkens hiervoor gevraagd. Hij aanvaardde die aanstelling op 15 november 1815 met de inaugurele rede "Over den invloed der landhuishoudkunde op het bestaan en de welvaart der Maatschappij".
Samen met Marten Aedsges Teenstra richtte hij op 1 juli 1800 het Nutsdepartement De Marne op, een afdeling van de Maatschappij tot Nut van 't Algemeen. Uilkens was overtuigd van het nationale belang van de landbouw voor de welvaart. Vanuit zijn pastorie, toen hij nog predikant was, en vanuit het Nutsdepartement probeerde hij de nieuwe wetenschappelijke ontwikkelingen op landbouwgebied te promoten onder de boeren van het Westerkwartier.
In 1822 werd hem het hoogleraarsambt in Leiden aangeboden, wat in die tijd als promotie gold, maar hiervoor bedankte hij. Na het overlijden van professor De la Faille in 1823 werd ook Physica aan zijn leeropdracht toegevoegd. Twee jaar later in mei 1825 overleed hij in zijn vishuisje Veel bij Weinig in Warfhuizen. Hij werd in de Der Aa-kerk in Groningen begraven. Uilkens was lid geweest van diverse geleerde genootschappen, onder andere van het Koninklijk Instituut van Wetenschappen, voorganger van de Koninklijke Nederlandse Akademie van Wetenschappen. Aan de universiteit werden zijn lessen eerst waargenomen door Sibrandus Stratingh. In 1826 kwam Herman Christiaan van Hall als Uilkens opvolger, die deze leerstoel tot 1871 bezette. Hierna verdween de leerstoel van de Universiteit van Groningen.
Uilkens was eind achttiende, begin negentiende eeuw de belangrijkste leidsman in Nederland van de beweging van de fysicotheologie. Dat was een theologische stroming die op basis van empirisch onderzoek van de natuur tot kennis van God wilde komen.  Met name de doelmatigheid die men in de natuur waarnam werd beschouwd als een belangrijk bewijs voor het bestaan van God. Hij moderniseerde eerdere publicaties van Jan Floris Martinet met nieuwe voorbeelden. Hij publiceerde op dit thema gericht eigen werk op voor zoveel mogelijk doelgroepen zoals natuurcatechismi voor vrouwen, kinderen, armen, voor het onderwijs en voor gebruik in de kerk. Hij stelde dat “kennis van de werken der natuur de eerste grondslag van het Godsdienstig onderwijs ” dient te zijn.   
Uilkens trouwde driemaal. In 1795 met Gesina Havinga (overleden in 1812), daarna in 1813 met Barbara (Baijke) Martens Teenstra (overleden in 1817) en ten slotte in 1818 met Hilligje Martens Teenstra die, vier jaar na zijn overlijden, overleed in 1829. Uit zijn drie huwelijken werden meerdere kinderen geboren, waarvan er bij zijn overlijden in 1825 nog vier in leven waren. Een van hen was Theodorus Frederik Uilkens (1812-1891), die ook dominee werd, enige bekendheid verwierf als landschapstekenaar en in 1855 schrijver was van het Groot Warmoezeniers handboek.
Zijn portret, waarschijnlijk door Wessel Lubbers geschilderd in de periode 1820-1825, bevindt zich in de senaatskamer van de Rijksuniversiteit Groningen. Het portret werd in 1856 aan de universiteit geschonken door zijn zoon Theodorus Frederik.

## Publicaties
- 1795. Dissertatio philosophica inauguralis de atmosphaera, ejusque quam exserit in vegetabilia actione, uitg. Jacob Bolt, Groningen
- 1796. Korte op ondervinding rustende thermometerbeschryving, uitg. J. Oomkens, Groningen
- 1798. Natuurkundig schoolboek, in 1798 bekroond en uitgegeven door de Bataafsche Maatschappij Tot nut van 't algemeen
- 1799. Korte schets der Natuurkennis
- 1800. Over de bevriezing en den oorsprong der tochtbelletjes in het ijs
- 1801-1822. Redevoeringen over de volinaaktheden van den Schepper in zijne schepselen beschouwd, vier delen, Groningen
- 1804-1805. Eerste beginselen der natuurkunde : tot nut en vergenoeging van het dagelijksche leven: in leerlesjens voor de Bataafsche jeugd, 3 delen uitg. Van der Hey, Amsterdam, meerdere malen herdrukt
- 1805-1807. Beschrijving van de merkwaardigste voortbrengselen der Natuur; een volksleesboek, driedelig werk, bekroond en in 1805-1807 door de Bataafsche Maatschappij Tot nut van 't algemeen
- 1807. Schoolboek over de Natuurlijke historie
- 1808. Over de vooroordeelen omtrent het onweder, Groningen
- 1809. Katechismus der natuur, uitg. J. Allart, Amsterdam (door J.F. Martinet (1729-1795), verkort en verbeterd door Uilkens)
- 1808-1819. Technologisch handboek uitg. C. de Vries, H. van Munster en J. van der Heij, Amsterdam
- 1809-1811. Landbouw- en huishoudkundige almanak, uitg. J. Oomkens, Groningen
- 1812-1825. Almanak tot nut en vergenoeging voor de onderscheidene standen des maatschappelijken levens, uitg. J. Oomkens, Groningen
- 1810. Schoolboekje over de Technologie
- 1813. Technologisch leesboek, Amsterdam
- 1814. Een gekleurde ofbeelding van de voorn. hoogten des aardbols, Groningen
- 1814. Merkwaardige natuurverschijnselen, 1e deel over het dierlijk Magnetismus, Groningen
- 1815. Inwijdings redevoering over den invloed der landhuishoudkunde, uitg. J. Oomkens, Groningen (inaugurele rede)
- 1816. Het nut en voordeel der insecten, uitg. C. de Vries, H. van Munster en zoon en J. van der Hey, Amsterdam
- 1816. Kleine catechismus der natuur voor kinderen, uitg. Johannes Allart, Den Haag (door J.F. Martinet (1729-1795), met voorrede, nagezien en verbeterd door Uilkens, herdruk in 1818)
- 1817. De kleine catechismus der natuur voor kinderen, Groningen.
- 1818. Een drietal voorlezingen over natuur- en zedekundige onderwerpen, Groningen.
- 1819. Handboek van vaderlandsche landhuishoudkunde, uitg. Oomkens, Groningen.
- 1819. De kennis van den Schepper uit zijne schepselen, of korte schets der natuurkunde, Groningen.
- 1823. Onderrigt ter onderhouding der gezondheid van de huis- en winstgevende dieren, uitg. J. Oomkens, Groningen (door J.C. Ribbe met een voorrede en aantekeningen van Uilkens)
- 1823. Inwijding van het monument voor wijlen den schoolopziener Hendrik Wester, uitg. J. Oomkens, Groningen

- Biografisch Portaal: 66959774
- Digitale Bibliotheek voor de Nederlandse Letteren: uilk001
- International Standard Name Identifier: 0000 0003 9772 9924
- Nederlandse Thesaurus van Auteursnamen: 068410158
- Virtual International Authority File: 49603955
- WorldCat: E39PBJmHFtqX9bFMYHvHdDyGHC